# Base Domo Fuji

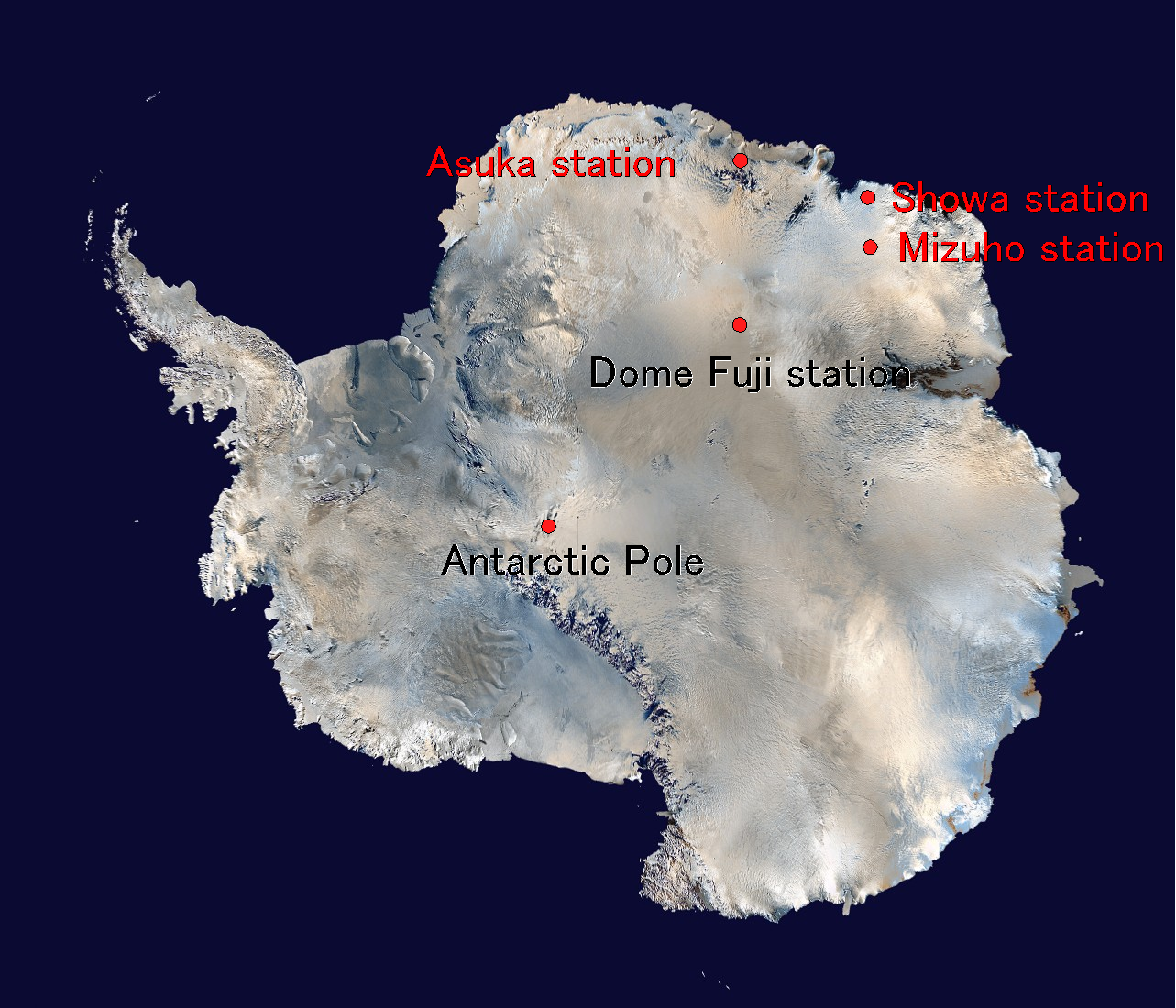
Bases antárticas japonesas.

La base Domo Fuji o Domo F (en japonés: ドームふじ基地, Dōmu Fuji Kichi) es una estación de investigación de Japón en la Antártida. Está ubicada en el domo F (o domo Fuji), la cúpula más alta de la Tierra de la Reina Maud, a 1000 km de la Base Syowa. 
Fue establecida en enero de 1995 como base de observación Domo Fuji (en japonés: ドームふじ観測拠点, Dōmu Fuji Kansoku Kyoten) para llevar a cabo la perforación profunda del núcleo de hielo en el domo Fuji. El 1 de abril de 2004 su nombre fue cambiado a Base Domo Fuji. Después de alcanzar la perforación los 3035 m de profundidad, la estación fue cerrada temporalmente.
La perforación del núcleo de hielo fue comenzada en agosto de 1995, y en diciembre de 1996 alcanzó los 2503 m. Este primer núcleo de hielo cubre un período de 340 000 años.
Una segunda perforación fue comenzada en 2003, continuada en los veranos australes hasta 2006-2007, hasta alcanzar una profundidad de 3035,22 m. Este núcleo de hielo extiende los registros climáticos hasta alcanzar 720 000 años atrás.